# Carcinops scotti
Carcinops scotti är en skalbaggsart som beskrevs av G. Müller 1944. Carcinops scotti ingår i släktet Carcinops och familjen stumpbaggar. Inga underarter finns listade i Catalogue of Life.